# Cincinnati Bengals 1976
La stagione 1976 dei Cincinnati Bengals è stata la settima della franchigia nella National Football League, la nona complessiva. Paul Brown annunciò il suo ritiro dopo 41 stagioni da allenatore e nominò Bill Johnson, suo assistente da lungo tempo, suo successore, preferendolo al futuro allenatore di San Francisco Bill Walsh. Brown continuò a essere il general manager e vice presidente. I Bengals acquisirono il defensive end Coy Bacon in uno scambio con San Diego e scelsero nel draft l’halfback Archie Griffin, due volte vincitore dell’Heisman Trophy. La squadra vinse nove delle prime undici partite e terminò con un bilancio di 10-4 ma non si qualificò per i playoff. 

## Roster
| Roster dei Cincinnati Bengals nel 1976 |
| --- |
| Quarterback - 11 John Reaves - 14 Ken Anderson Running Back - 30 Willie Shelby - 33 Stan Fritts - 36 Lenvil Elliott - 35 Tony Davis - 42 Boobie Clark - 45 Archie Griffin Wide Receiver - 82 Billy Brooks - 25 Chip Myers - 85 Isaac Curtis - 86 John McDaniel Tight End - 88 Bruce Coslet - 84 Bob Trumpy Offensive Linemen - 54 Bob Johnson C - 62 Dave Lapham G - 63 Greg Fairchild G - 64 John Shinners G - 71 Rufus Mayes T - 72 Ron Hunt T - 74 Glenn Bujnoch G - 76 Vernon Holland T Defensive Linemen - 67 Gary Burley DE - 68 Bill Kollar DT - 70 Ron Carpenter DT - 78 Bob Brown DT - 79 Coy Bacon DE - 80 Ken Johnson DE Linebacker - 50 Glenn Cameron - 51 Chris Devlin - 53 Bo Harris - 55 Jim LeClair - 57 Reggie Williams - 60 Ron Pritchard Defensive Back - 13 Ken Riley CB - 20 Lemar Parrish CB - 21 Melvin Morgan CB - 23 Bernard Jackson S - 24 Marvin Cobb S - 32 Scott Perry CB - 37 Tommy Casanova S Special Team - 10 Chris Bahr K - 87 Pat McInally P          |
| Legenda - I rookie sono in corsivo. - Il primo ruolo è il principale mentre gli eventuali successivi indicano i ruoli secondari. - (IR) sta per Injured Reserve ed indica la lista ristretta per un solo giocatore infortunato che può tornare ad allenarsi dopo la settimana 6 e a rientrare in prima squadra dopo che questa ha giocato 8 partite. - (NF-Inj.) / (NF-Ill.) stanno rispettivamente per Non-Football Injured e Non-Football Illness ed indicano le liste dove viene inserito un giocatore che ha un infortunio o una malattia non dipendente dal football americano. - (PUP) sta per Physically Unable to Perform ed indica la lista dove viene inserito un giocatore mentre è in attesa di recuperare la condizione fisica. Nella stagione regolare dopo la sesta partita giocata dalla propria squadra, il giocatore ha tempo tre settimane per riprendere ad allenarsi, più tre settimane aggiuntive dal suo rientro agli allenamenti per rientrare in prima squadra. |

## Calendario
| Stagione regolare |              |                        |           |        |                      |         |
| Turno             | Data         | Avversario             | Risultato | Record | Stadio               | Sintesi |
| 1                 | 12 settembre | Denver Broncos         | V 17–7    | 1–0    | Riverfront Stadium   | Recap   |
| 2                 | 19 settembre | at Baltimore Colts     | S 27–28   | 1–1    | Memorial Stadium     | Recap   |
| 3                 | 26 settembre | Green Bay Packers      | V 28–7    | 2–1    | Riverfront Stadium   | Recap   |
| 4                 | 3 ottobre    | at Cleveland Browns    | V 45–24   | 3–1    | Cleveland Stadium    | Recap   |
| 5                 | 10 ottobre   | Tampa Bay Buccaneers   | V 21–0    | 4–1    | Riverfront Stadium   | Recap   |
| 6                 | 17 ottobre   | at Pittsburgh Steelers | S 6–23    | 4–2    | Three Rivers Stadium | Recap   |
| 7                 | 24 ottobre   | at Houston Oilers      | V 27–7    | 5–2    | Astrodome            | Recap   |
| 8                 | 31 ottobre   | Cleveland Browns       | V 21–6    | 6–2    | Riverfront Stadium   | Recap   |
| 9                 | 8 novembre   | Los Angeles Rams       | V 20–12   | 7–2    | Riverfront Stadium   | Recap   |
| 10                | 14 novembre  | Houston Oilers         | V 31–27   | 8–2    | Riverfront Stadium   | Recap   |
| 11                | 21 novembre  | at Kansas City Chiefs  | V 27–24   | 9–2    | Arrowhead Stadium    | Recap   |
| 12                | 28 novembre  | Pittsburgh Steelers    | S 3–7     | 9–3    | Riverfront Stadium   | Recap   |
| 13                | 6 dicembre   | at Oakland Raiders     | S 20–35   | 9–4    | Oakland Coliseum     | Recap   |
| 14                | 12 dicembre  | at New York Jets       | V 42–3    | 10–4   | Shea Stadium         | Recap   |

Note
- Gli avversari della propria division sono in grassetto.

## Classifiche
| AFC Central Division   |    |   |   |      |     |      |     |     |     |
|                        | V  | S | P | %    | DIV | CONF | PF  | PS  | STR |
| Pittsburgh Steelers(3) | 10 | 4 | 0 | .714 | 5–1 | 9–3  | 342 | 138 | V9  |
| Cincinnati Bengals     | 10 | 4 | 0 | .714 | 4–2 | 8–4  | 335 | 210 | V1  |
| Cleveland Browns       | 9  | 5 | 0 | .643 | 3–3 | 7–5  | 267 | 287 | S1  |
| Houston Oilers         | 5  | 9 | 0 | .357 | 0–6 | 3–9  | 222 | 273 | S2  |